# Fédération de Volley-ball de Wallonie-Bruxelles
De Fédération de Volley-ball de Wallonie-Bruxelles (FVWB) is een regionale vleugel van Volley Belgium, het Koninklijk Belgisch Volleybalverbond (KBVBV). De FVWB is de Franstalige tegenhanger van Volley Vlaanderen .
De organisatie telt clubs uit de Waalse provincies Luik, Namen, Luxemburg, Henegouwen, Waals-Brabant en de Franstalige clubs uit het Brussels Hoofdstedelijk Gewest. Nederlandstalige Brusselse clubs sluiten veelal aan bij de provinciale competities van Vlaams-Brabant van Volley Vlaanderen. 

## Historiek
In 1977 werd er in België beslist dat sport niet langer behoorde tot een federale bevoegdheid maar naar de gemeenschappen werd verplaatst. Onder decretale druk zag het Koninklijk Belgisch Volleybalverbond (KBVBV) zich verplicht om binnen de eigen federatie een nieuwe vzw op te richten, wilde het in de toekomst nog subsidieerbaar blijven. In 1977 werden de Vlaamse Interprovinciale Volleybalbond (VIV) en de Association Interprovinciale Francophone de Volley-Ball (AIF) gesticht. Het KBVBV bleef bestaan als overkoepelend orgaan, maar kon toch niet vermijden dat de twee vleugels meer en meer hun eigen weg gingen.
In september 2017 werd de naam van de organisatie gewijzigd in Fédération de Volleyball de Wallonie-Bruxelles. In februari 2020 volgde Daniel Van Daele Olivier Dulon op als voorzitter van de sportbond.